# Ostatkowo
Ostatkowo – wieś w Polsce położona w województwie kujawsko-pomorskim, w powiecie żnińskim, w gminie Łabiszyn. W przeszłości były dwie miejscowości: Ostatkowo i Ostatkowska Struga. W roku 1935 dokonano ich połączenia, w wyniku którego powstała wieś Ostatkowo.
W latach 1975–1998 miejscowość administracyjnie należała do województwa bydgoskiego. Według Narodowego Spisu Powszechnego (III 2011 r.) liczyła 126 mieszkańców. Jest dwunastą co do wielkości miejscowością gminy Łabiszyn.